# تاریخچه باشگاه فوتبال منچستر سیتی

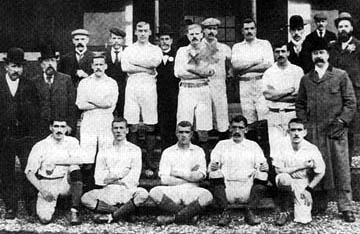
تیم ۹۹–۱۸۹۸ که به دسته اول صعود کرد.

تاریخچه باشگاه فوتبال منچستر سیتی، یک باشگاه فوتبال حرفه‌ای مستقر در منچستر، انگلستان، به تشکیل باشگاه در سال ۱۸۸۰ توسط اعضای کلیسای سنت مارک انگلستان در وست گورتون بازمی‌گردد.
منچستر سیتی در طول تاریخ خود ۳۶ افتخار بزرگ کسب کرده است: ده عنوان لیگ، هفت جام حذفی، هشت جام اتحادیه، هفت جام خیریه، یک لیگ قهرمانان اروپا، یک سوپرجام اروپا، یک جام باشگاه‌های جهان و یک جام برندگان جام اروپا.

## ۱۸۸۰–۱۹۲۸

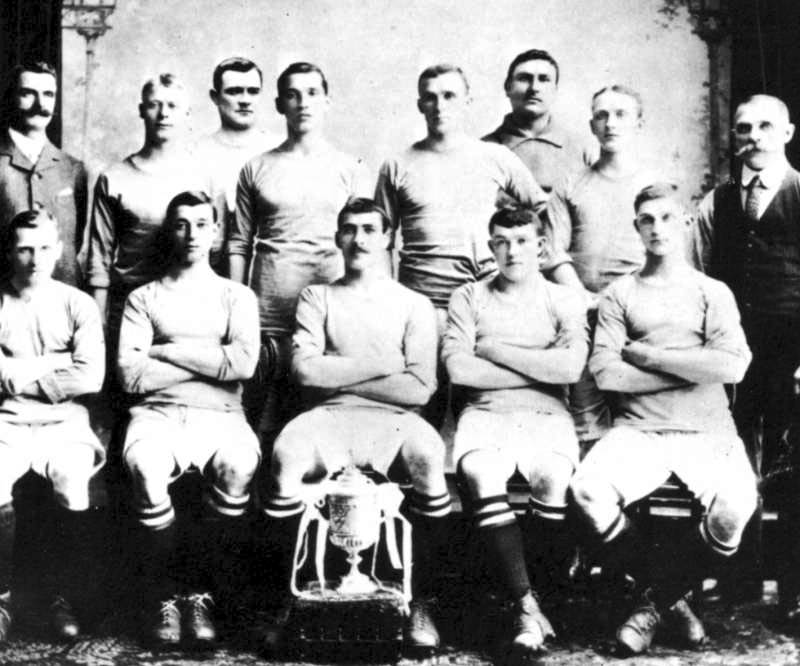
تیم منچستر سیتی که در سال ۱۹۰۴ قهرمان جام حذفی شد.

اعضای کلیسای سنت مارک انگلستان، وست گورتون، منچستر، باشگاه فوتبالی را که به منچستر سیتی معروف شد، برای اهداف عمدتاً بشردوستانه بنیان گذاشتند. دو ناظر کلیسا با ایجاد فعالیت‌های جدید برای مردان محلی به دنبال مهار خشونت باندهای محلی و اعتیاد به الکل بودند، در حالی که بیکاری بالا در شرق منچستر، به‌ویژه گورتون، گرفتار شد. از همه مردان صرف نظر از مذهب استقبال می‌شود.
یک باشگاه کریکت کلیسا در سال ۱۸۷۵ تشکیل شده بود، اما هیچ معادلی برای ماه‌های زمستان وجود نداشت. برای اصلاح این موضوع، و به عنوان بخشی از فشار کلی رئیس آرتور کانل برای مداخله در آسیب‌های اجتماعی، سرپرستان کلیسا ویلیام بیستو و توماس گودبره، که سمت‌های ارشدی در اتحادیه آهن کار داشتند، در زمستان ۱۸۸۰ یک تیم فوتبال کلیسا به نام سنت مارکز (وست گورتون) راه‌اندازی کرد (گاهی اوقات به‌عنوان West Gorton (سنت مارکز) نوشته می‌شود.
اولین مسابقه ثبت شده تیم در ۱۳ نوامبر ۱۸۸۰ در برابر یک تیم کلیسایی از مک‌کلسفیلد رخ داد. سنت مارکس بازی را ۲–۱ باخت و تنها در یک بازی در فصل افتتاحیه ۸۱–۱۸۸۰ با پیروزی بر استالیبریج کلارنس در مارس ۱۸۸۱ پیروز شد
سیتی نخستین افتخارات خود را با قهرمانی در دسته دوم در سال ۱۸۹۹ به دست آورد. با آن صعود به بالاترین سطح در فوتبال انگلیس، دسته اول، رسید. آنها اولین افتخار بزرگ خود را در ۲۳ آوریل ۱۹۰۴ به دست آوردند و بولتون واندررز را ۱–۰ در کریستال پالاس شکست دادند و جام حذفی را بردند. سیتی پس از نایب قهرمانی در لیگ، در آن فصل به سختی از کسب دو قهرمانی در لیگ و جام حذفی دست یافت، اما سیتی به اولین باشگاه منچستر تبدیل شد که یک افتخار بزرگ را به دست آورد. در فصل‌های پس از قهرمانی جام حذفی، باشگاه با اتهامات بی‌نظمی مالی مواجه شد که به تعلیق هفده بازیکن در سال ۱۹۰۶ منجر شد، از جمله کاپیتان بیلی مردیت، که متعاقباً در شهر به منچستریونایتد نقل مکان کرد. آتش‌سوزی در هاید رود در سال ۱۹۲۰ جایگاه اصلی را ویران کرد و در سال ۱۹۲۳ باشگاه به ورزشگاه جدید خود در مین رود در ماس ساید نقل مکان کرد.

## ۱۹۲۸–۱۹۶۵
در دهه ۱۹۳۰، منچسترسیتی به دو فینال متوالی جام حذفی رسید، با شکست مقابل اورتون در سال ۱۹۳۳، پیش از اینکه با شکست دادن پورتسموث در سال ۱۹۳۴، قهرمان جام شود در طول مسابقات جام حذفی ۱۹۳۴، منچسترسیتی رکورد بیشترین حضور خانگی در تاریخ فوتبال انگلیس را شکست، زیرا ۸۴٬۵۶۹ هوادار مین رود را برای بازی در دور ششم جام حذفی مقابل استوک سیتی در سال ۱۹۳۴ جمع کردند - رکوردی که هنوز هم پابرجاست. روز این باشگاه برای اولین بار در سال ۱۹۳۷ عنوان لیگ دسته اول را به دست آورد، اما در فصل بعد، علیرغم به ثمر رساندن گل‌های بیشتر از هر تیم دیگری در این بخش، سقوط کرد. بیست سال بعد، یک تیم سیتی با الهام از یک سیستم تاکتیکی به نام Revie Plan دوباره به فینال‌های متوالی جام حذفی در سال‌های ۱۹۵۵ و ۱۹۵۶ رسید. همان‌طور که در دهه ۱۹۳۰، آنها اولین را به نیوکاسل یونایتد باختند و دومی را بردند. فینال سال ۱۹۵۶، که در آن منچسترسیتی ۳–۱ بیرمنگام سیتی را شکست داد، یکی از معروف‌ترین فینال‌های همه دوران است و به خاطر برت تراتمن، دروازه‌بان سیتی که پس از شکستن ناخودآگاه گردنش به بازی ادامه داد، به یادگار مانده است.

## ۱۹۶۵–۲۰۰۱
پس از سقوط به دسته دوم در سال ۱۹۶۳، آینده با حضور کم سابقه ۸٬۰۱۵ تماشاچی خانگی در مقابل سویندون تاون در ژانویه ۱۹۶۵، بد به نظر می‌رسید در تابستان ۱۹۶۵، تیم مدیریت جو مرسر و مالکوم آلیسون منصوب شد. در فصل اول زیر نظر مرسر، سیتی عنوان دسته دوم را به دست آورد و خریدهای مهمی را در مایک سامربی و کالین بل انجام داد. دو فصل بعد، در ۶۸–۱۹۶۷، منچسترسیتی برای دومین بار قهرمان لیگ شد و در آخرین روز فصل با پیروزی ۴–۳ در نیوکاسل یونایتد عنوان قهرمانی را به دست آورد و همسایه نزدیک خود منچستریونایتد را شکست داد و به مقام دوم رسید. جام‌های بیشتری به دنبال داشت: سیتی در سال ۱۹۶۹ جام حذفی را برد، پیش از اینکه با فتح جام برندگان جام اروپا در سال ۱۹۷۰ به موفقیت‌های اروپایی دست پیدا کرد و گورنیک زابرزه را ۲–۱ در وین شکست داد. سیتی در آن فصل قهرمان لیگ کاپ شد و دومین تیم انگلیسی شد که در همان فصل یک جام اروپایی و یک جام داخلی را به دست می‌آورد.
این باشگاه در طول دهه ۱۹۷۰ به رقابت برای کسب افتخارات ادامه داد و در دو نوبت یک امتیاز کمتر از قهرمان لیگ به پایان رساند و به فینال جام لیگ ۱۹۷۴ رسید. یکی از بازی‌های این دوره که هواداران منچستر سیتی آن را با علاقه به یاد می‌آورند، بازی آخر فصل ۷۴–۱۹۷۳ در برابر رقیب سرسخت منچستریونایتد است که برای داشتن هر گونه امیدی برای اجتناب از سقوط به برد نیاز داشت. دنیس لاو بازیکن سابق یونایتد با یک ضربه پشتی گلزنی کرد تا سیتی با نتیجه ۱–۰ در اولدترافورد به پیروزی برسد و سقوط رقبای خود را تأیید کند. جام پایانی موفق‌ترین دوره باشگاه در سال ۱۹۷۶ به دست آمد، زمانی که نیوکاسل یونایتد در فینال جام اتحادیه با نتیجه ۲–۱ شکست خورد.
پس از موفقیت دهه‌های ۱۹۶۰ و ۱۹۷۰، دوره‌ای طولانی افول داشت. مالکوم آلیسون مجدداً در سال ۱۹۷۹ به باشگاه پیوست تا برای دومین بار سرمربی شود، اما مبالغ زیادی را برای خریدهای ناموفق مانند استیو دیلی هدر داد. پس از آن تعدادی از مدیران دنبال شدند - هفت نفر تنها در دهه ۱۹۸۰. سیتی تحت هدایت جان باند به فینال جام حذفی ۱۹۸۱ رسید اما در یک بازی مجدد به تاتنهام هاتسپر شکست خورد. این باشگاه دو بار در دهه ۱۹۸۰ از لیگ برتر سقوط کرد (در سال‌های ۱۹۸۳ و ۱۹۸۷)، اما دوباره در سال ۱۹۸۹ به لیگ برتر بازگشت و در سال‌های ۱۹۹۱ و ۱۹۹۲ با مدیریت پیتر رید به مقام پنجم رسید. با این حال، این تنها یک مهلت موقت بود، و پس از جدایی رید، ثروت منچسترسیتی همچنان رو به زوال بود. سیتی پس از ایجاد لیگ برتر در سال ۱۹۹۲، بنیانگذاران لیگ برتر بودند، اما پس از کسب رتبه نهم در فصل اول، سه فصل مبارزه را تحمل کردند تا اینکه در سال ۱۹۹۶ سقوط کردند. پس از دو فصل حضور در دسته یک، سیتی به پایین‌ترین نقطه تاریخ خود سقوط کرد و به دومین قهرمان اروپا تبدیل شد که پس از ماگدبورگ ۱ آلمان به رده سوم لیگ کشورش سقوط کرد.

## ۲۰۰۱–اکنون
پس از سقوط، باشگاه دچار تحولات خارج از زمین شد و دیوید برنشتاین، رئیس جدید، نظم مالی بیشتری را معرفی کرد. سیتی در نخستین تلاش صعود کرد و در بازی پلی آف مقابل گیلینگهام به شکلی نمایشی به دست آمد. دومین صعود متوالی باعث شد که سیتی به لیگ برتر بازگردد، اما ثابت شد که این یک گام بسیار دور برای باشگاه در حال بهبودی بود و در سال ۲۰۰۱ سیتی یک بار دیگر سقوط کرد. کوین کیگان به عنوان سرمربی جدید در فصل نزدیک به زمین آمد و بازگشت فوری به لیگ دسته اول را به ارمغان آورد زیرا باشگاه در فصل ۰۲–۲۰۰۱ قهرمانی دسته یک را به دست آورد و رکوردهای باشگاهی برای تعداد امتیازات و گل‌های زده شده در یک فصل را شکست. فصل ۰۳–۲۰۰۲ آخرین فصل در مین رود بود و شامل پیروزی ۳–۱ در دربی مقابل رقبای منچستریونایتد بود که به یک دوره ۱۳ ساله بدون پیروزی در دربی پایان داد. سیتی همچنین برای نخستین بار در ۲۵ سال گذشته به مسابقات اروپایی راه یافت. در سال ۲۰۰۳، باشگاه به ورزشگاه جدید شهر منچستر نقل مکان کرد. چهار فصل اول در ورزشگاه همگی منجر به پایان جدول میانی شد. سون گوران اریکسون، سرمربی سابق تیم ملی انگلیس، در سال ۲۰۰۷، نخستین مربی باشگاه از خارج از کشور شد پس از یک آغاز درخشان، اجراها در نیمه دوم فصل کم رنگ شدند و اریکسون در ژوئن ۲۰۰۸ اخراج شد دو روز بعد در ۴ ژوئن ۲۰۰۸، مارک هیوز جایگزین اریکسون شد.
تا سال ۲۰۰۸، باشگاه از نظر مالی در وضعیت نامطمئنی قرار داشت. تاکسین شیناواترا یک سال پیش کنترل باشگاه را به دست گرفته بود، اما مشقات سیاسی او باعث مسدود شدن دارایی‌هایش شد. سپس، در اوت ۲۰۰۸، باشگاه توسط گروه ابوظبی یونایتد خریداری شد. این تصاحب بلافاصله با انبوهی از پیشنهادها برای بازیکنان برجسته همراه شد. این باشگاه با به خدمت گرفتن روبینیو بازیکن برزیلی از رئال مادرید به مبلغ ۳۲٫۵ میلیون پوند، رکورد نقل و انتقالات بریتانیا را شکست. با وجود هجوم پول، عملکردها نسبت به فصل پیش پیشرفت چندانی نداشتند، با این حال، تیم دهم شد، اگرچه آنها برای رسیدن به یک چهارم نهایی جام یوفا خوب عمل کردند. در تابستان ۲۰۰۹، باشگاه هزینه‌های نقل و انتقالات را با هزینه‌ای بیش از ۱۰۰ میلیون پوند به سطح بی‌سابقه‌ای رساند. بازیکن گرت بری، روکه سانتا کروز، کولو توره، امانوئل آدبایور، کارلوس توز و جولئون لسکات. در دسامبر ۲۰۰۹، مارک هیوز - که اندکی پیش از تغییر مالکیت استخدام شده بود، اما در ابتدا توسط هیئت مدیره جدید حفظ شد - روبرتو مانچینی به عنوان مدیر جایگزین شد. سیتی فصل را در رده پنجم لیگ برتر به پایان رساند و به سختی از حضور در لیگ قهرمانان اروپا غافل شد و در لیگ اروپا در فصل ۱۱–۲۰۱۰ شرکت کرد.

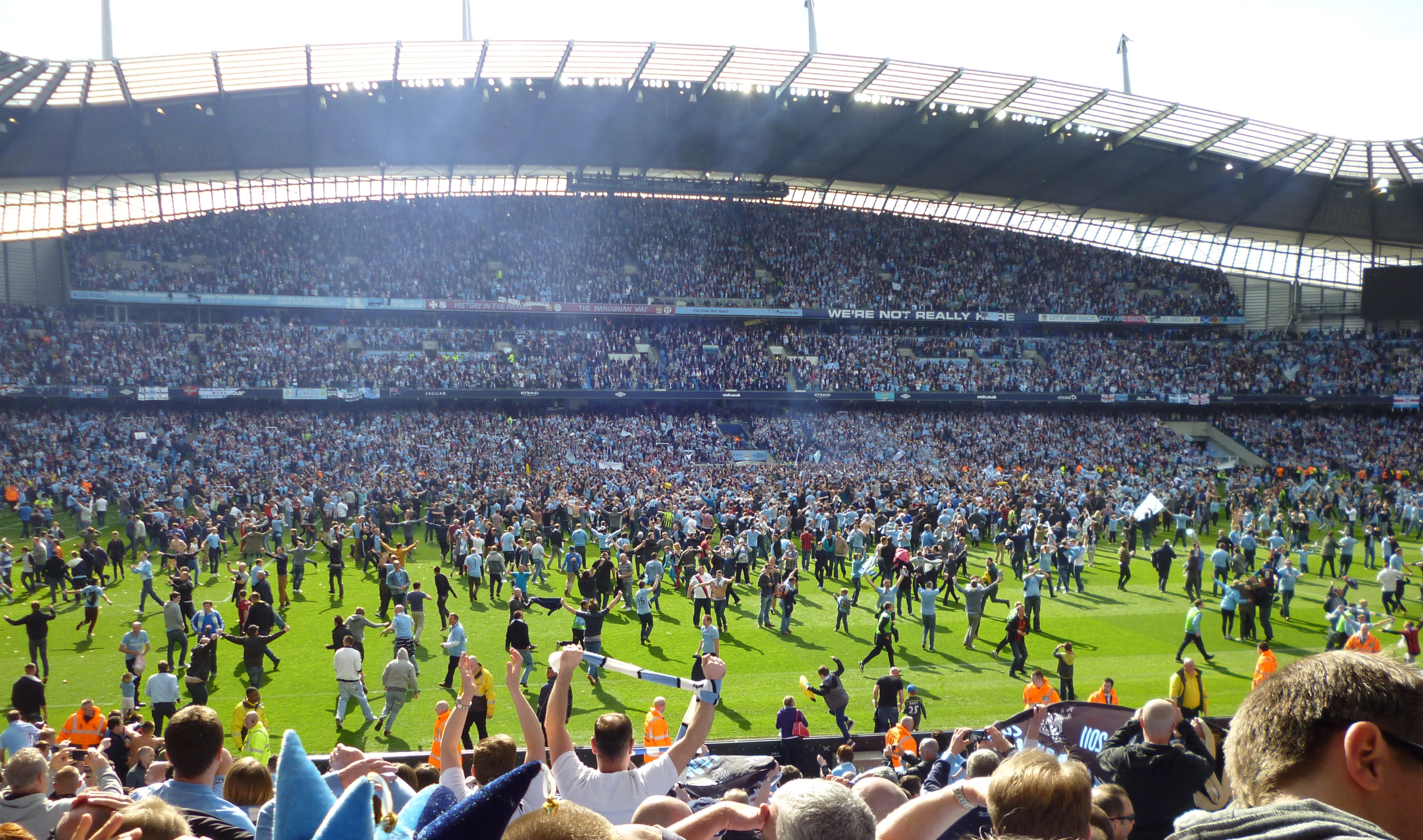
هواداران منچسترسیتی پس از قهرمانی لیگ برتر در فصل ۱۲–۲۰۱۱ به زمین حمله کردند.

سرمایه‌گذاری مداوم بر روی بازیکنان در فصول متوالی دنبال شد و نتایج با بهبود کیفیت بازیکنان مطابقت داشت. سیتی پس از شکست دادن رقبای دربی منچستریونایتد در نیمه نهایی به فینال جام حذفی ۲۰۱۱، نخستین فینال بزرگ خود در بیش از ۳۰ سال، رسید، نخستین باری که از سال ۱۹۷۵ رقیب خود را از مسابقات جام حذفی حذف کرد. آنها در فینال استوک سیتی را ۱–۰ شکست دادند و پنجمین جام حذفی خود را به دست آوردند، نخستین جام مهم باشگاه از زمان قهرمانی در جام اتحادیه در سال ۱۹۷۶. در همان هفته، این باشگاه برای نخستین بار از سال ۱۹۶۸ با پیروزی ۱–۰ در لیگ برتر مقابل تاتنهام هاتسپور، به لیگ قهرمانان اروپا راه یافت. در آخرین روز فصل ۱۱–۲۰۱۰، سیتی از آرسنال گذشت و مقام سوم لیگ برتر را کسب کرد و بدین ترتیب جواز حضور مستقیم در مرحله گروهی لیگ قهرمانان اروپا را تضمین کرد. در فصل ۱۲–۲۰۱۱ عملکردهای قوی ادامه یافت، با این که باشگاه فصل بعد را با فرمی عالی آغاز کرد، از جمله شکست دادن ۵–۱ تاتنهام در وایت هارت لین و شکست منچستریونایتد با نتیجه ۶–۱ در ورزشگاه اختصاصی یونایتد. اگرچه فرم قوی در نیمه فصل رو به افول گذاشت و سیتی در یک برهه هشت امتیاز از رقیب سرسخت خود عقب افتاد و تنها ۶ بازی مانده به پایان بازی باقی مانده بود، افت بی‌سابقه قهرمانان قبلی به تیم آبی منچستر این امکان را داد تا به تساوی برسد. دو بازی مانده به پایان، یک فینال هیجان انگیز را برای هر دو تیم با امتیاز برابر در روز آخر رقم زدند. علیرغم اینکه سیتی تنها به برد خانگی مقابل تیمی در منطقه سقوط نیاز داشت، آنها همچنان موفق شدند تا پایان زمان عادی یک گل عقب بیفتند و باعث شد برخی از بازیکنان یونایتد بازی خود را با این باور که قهرمان لیگ شده‌اند، به پایان برسانند. دو گل در وقت پایانی - از جمله یک گل که تقریباً پنج دقیقه پس از سپری شدن وقت عادی به ثمر رسید - منجر به یک قهرمانی تقریباً واقعی در آخرین لحظه، اولین قهرمانی سیتی در ۴۴ سال گذشته شد و تنها پنجمین تیمی شد که از زمان بنیانگذاری لیگ برتر قهرمان شده است. در سال ۱۹۹۲ پس از آن، این رویداد توسط منابع رسانه‌ای از بریتانیا و سراسر جهان به عنوان بزرگ‌ترین لحظه در تاریخ لیگ برتر توصیف شد.
پس از پایان فصلی که بسیاری باورمند بودند تنها سیتی را تشویق می‌کند، با این حال، فصل بعد نتوانست از هیچ‌یک از دستاوردهای دو فصل اول سلطنت مانچینی استفاده کند. در پنجره نقل و انتقالات عملاً هیچ بازیکنی به باشگاه ملحق نشد تا آخرین روز فصل، زمانی که در آخرین لحظه فعالیت، چهار بازیکن مختلف در فاصله حدود ۱۰ ساعت به هم پیوستند. فوتبال آزاد فصل پیش به‌طور ناگهانی نادر بود، و در حالی که به نظر می‌رسید سیتی به ندرت از رتبه دوم جدول سقوط کند، آنها در کل فصل چالش کمی برای عنوان قهرمانی داشتند. در لیگ قهرمانان اروپا، این باشگاه در مرحله گروهی برای دومین فصل متوالی حذف شد، نتیجه‌ای که به نظر می‌رسید شهرت مانچینی را در مدیریت بازی‌های داخلی به مراتب بهتر از اروپا تأیید می‌کند، در حالی که دومین فینال جام حذفی در سه فصل به پایان رسید. در شکست ۱–۰ مقابل ویگان اتلتیک سقوط کرده. این باخت منجر به اخراج مانچینی شد، ظاهراً به دلیل اینکه او نتوانسته بود به اهداف خود در فصل برسد اما بسیاری در مطبوعات از خراب شدن روابط بین مانچینی و بازیکنانش و همچنین بین ایتالیایی و او خبر دادند. مافوق سطح هیئت مدیره، در حالی که امتناع از ارتقاء بازیکنان جوان نیز ذکر شد. به جای او مانوئل پلگرینی شیلیایی منصوب شد، که رکورد بسیار چشمگیرتری در لیگ قهرمانان داشت، اما شهرت کمتری برای برنده شدن جام داشت.

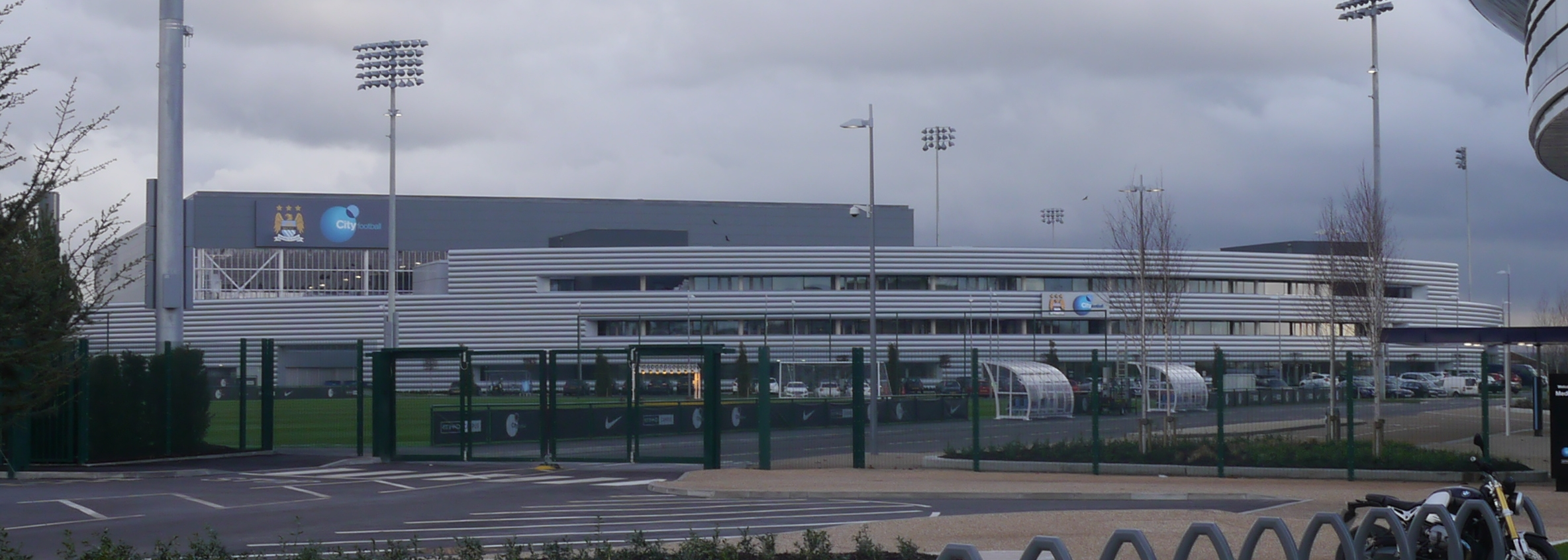
منچسترسیتی در سال ۲۰۱۴ به مجتمع جدید خود در پردیس اتحاد در مجاورت ورزشگاه سیتی منچستر نقل مکان کرد.

در نخستین فصل پیگرینی، سیتی قهرمان لیگ کاپ شد و در آخرین بازی فصل ، قهرمانی لیگ برتر را دوباره به دست آورد. با این حال، فرم لیگ تیم در چند سال آینده کمتر چشمگیر بود: اگرچه آنها در فصل ۱۵–۲۰۱۴ به عنوان نایب قهرمانی دست یافتند، اما در فصل ۱۶–۲۰۱۵ سیتی با تفاضل گل در رده چهارم قرار گرفت که پایین‌ترین موقعیت آنها از سال ۲۰۱۰ است. از سوی دیگر، پلگرینی یک قهرمانی دیگر در جام اتحادیه به ارمغان آورد و مهم‌تر از آن، او سیتی را به نیمه نهایی لیگ قهرمانان اروپا رساند که با اختلاف کم به قهرمان آینده رئال مادرید باخت. این بالاترین قهرمانی باشگاه در تاریخ لیگ قهرمانان اروپا بود، اما با این وجود، سلطنت پلگرینی در انتظار سرمربی رؤیایی سیتی به پایان رسید.
پپ گواردیولا، سرمربی سابق بارسلونا و بایرن مونیخ، در ۱ فوریه ۲۰۱۶، ماه پیش از پایان دوره مربیگری پلگرینی، به عنوان سرمربی جدید منچستر سیتی تأیید شد و تا به امروز در این سمت باقی مانده است. در دوران گواردیولا، سیتی عنوان قهرمانی لیگ برتر ۱۸–۲۰۱۷ را با بالاترین مجموع امتیازات تاریخ به دست آورد و در این مسیر رکوردهای متعدد باشگاهی و لیگ انگلیس را شکست. آنها همچنین جام لیگ را در آن فصل بردند و سرخیو آگوئرو بهترین گلزن تاریخ باشگاه شد.
در فصل بعد، گواردیولا باشگاه را هدایت کرد تا عناوین خود در لیگ برتر و جام اتحادیه را حفظ کند، اولین بار در تاریخ که سیتی موفق به دفاع از عنوان قهرمانی شد. این تیم سپس در فینال جام حذفی پیروز شد و یک سه‌گانه داخلی بی‌سابقه از عناوین مردان انگلیس را تکمیل کرد.
در سال ۲۰۲۰، یوفا منچسترسیتی را به دلیل نقض قوانین بازی جوانمردانه مالی یوفا به مدت دو فصل از حضور در مسابقات اروپایی محروم کرد. باشگاه به دادگاه حکمیت ورزش شکایت کرد، که این محرومیت را در عرض چند ماه لغو کرد و دریافت که برخی از اتهامات بالاتر از سقف پنج ساله برای چنین تحقیقات یوفا هستند، در حالی که سایر اتهامات اثبات نشده بودند. CAS همچنین جریمه یوفا را از ۳۰ یورو به ۱۰ میلیون یورو کاهش داد.
در فصل ۲۱–۲۰۲۰ لیگ برتر تحت تأثیر کووید-۱۹، منچسترسیتی عنوان خود را از لیورپول پس گرفت و برای سومین بار در چهار سال گذشته قهرمان شد. آنها فصل را با ۱۲ امتیاز بیشتر از منچستریونایتد رتبه دوم به پایان رساندند و با سه بازی باقی مانده عنوان قهرمانی را به دست آوردند. آنها همچنین برای چهارمین بار پیاپی و هشتمین بار در مجموع با شکست ۱–۰ تاتنهام، قهرمان جام اتحادیه شدند. پیروزی سیتی در لیگ دهمین عنوان قهرمانی در لیگ و جام حذفی در دوره پنج ساله گواردیولا بود که او را به موفق‌ترین سرمربی تاریخ باشگاه تبدیل کرد. این فصل با موفقیت سیتی در اروپا برجسته شد، و این باشگاه به نخستین فینال خود در تاریخ لیگ قهرمانان رسید، جایی که آنها با چلسی دیدار کردند و آن را به سومین فینال تمام انگلیسی در تاریخ مسابقات تبدیل کردند. با این حال، آبی‌ها با گل کای هاورتز در ورزشگاه دو دراگائو در پورتو ۱–۰ شکست خوردند. با این حال، موفقیت سیتی موفق‌ترین کمپین اروپایی آنها تا به امروز بود.
آبی‌ها در فصل ۲۲–۲۰۲۱ کمپین دیگری برای به یاد ماندن ایجاد کردند، با حفظ عنوان لیگ خود، پس از یک رقابت نزدیک دیگر با لیورپول و کسب چهار عنوان قهرمانی در پنج فصل. در مورد دیگری از «سیتی معمولی» که نیاز به چهار امتیاز از دو بازی اخیر خود داشت، آبی‌ها در هر دو بازی با دو گل عقب افتاده بودند، اما پس از تساوی ۲–۲ مقابل وستهم خارج از خانه، و پیروزی ۳–۲ در خانه استون ویلا در فینال فصل به نتیجه رسیدند. این سه گل آخر همگی در یک بازی برق آسا پنج دقیقه‌ای بین دقایق ۷۶ و ۸۱ به ثمر رسیدند، در لحظاتی که در کنار پیروزی‌های معروف در فینال پلی آف ۱۹۹۹ مقابل گیلینگهام و فینال لیگ برتر ۱۲–۲۰۱۱ مقابل QPR قرار می‌گرفت. سیتی همچنین در آن فصل بار دیگر به نیمه نهایی لیگ قهرمانان اروپا رسید (و تنها برای سومین بار در تاریخ خود)، اما در آنجا توسط رئال مادرید ۶–۵ در مجموع دو بازی نزدیک و بسیار دراماتیک شکست خورد.
تا پایان فصل ۲۲–۲۰۲۱، منچسترسیتی چهار عنوان قهرمانی لیگ را در پنج فصل تحت فرمانروایی گواردیولا به دست آورد و در دو نوبت آنها را حفظ کرد. آنها دو بار با یک امتیاز از لیورپول این عنوان را کسب کرده بودند و در جریان ایجاد یک رقابت شدید جدید بودند که به مدیران گواردیولا و یورگن کلوپ و همچنین هواداران باشگاه‌های مربوط نیز ترجمه شد. گواردیولا همچنین سیتی را به نخستین فینال لیگ قهرمانان اروپا و یک نیمه نهایی دیگر هدایت کرده بود که در شرایطی دراماتیک به رئال مادرید باخت. فصول ۲۱–۲۰۲۰ و ۲۲–۲۰۲۱ نیز به عنوان پایان دوران رکورددار گلزن سیتی، سرخیو آگوئرو در باشگاه پس از ۱۰ فصل و ۲۶۰ گل، قابل توجه بود. آبی‌ها تلاش کردند تا فوراً یک جانشین جذب کنند و بنابراین نقش ۹ نادرست را به‌طور گسترده در دستیابی به اهداف خود در این فصول به کار گرفتند، پیش از اینکه ارلینگ هالند را از بوروسیا دورتموند برای حدود ۵۰ میلیون یورو به خدمت بگیرند.